# (33207) 1998 FU64
1998 FU64 (asteroide 33207) é um asteroide da cintura principal. Possui uma excentricidade de 0.12466590 e uma inclinação de 10.77674º.
Este asteroide foi descoberto no dia 20 de março de 1998 por LINEAR em Socorro.